# Glossaire de la parfumerie
- Haut – A
- B
- C
- D
- E
- F
- G
- H
- I
- J
- K
- L
- M
- N
- O
- P
- Q
- R
- S
- T
- U
- V
- W
- X
- Y
- Z

## A
- Absolue : C'est un concentré obtenu à partir d’une concrète ou d’un résinoïde. Ceux-ci sont lavés à l’éthanol, puis glacés (à une température comprise entre −5 °C et −15 °C) afin de solidifier les corps gras (cires) ensuite éliminés par filtration. Finalement l'alcool est éliminé par distillation pour donner l'absolue.

- Accord : Quand un parfumeur associe deux ou plusieurs matières premières et obtient une odeur particulière. La qualité de son harmonie dépend de l'équilibre des proportions et de l'intensité olfactive de chacune d'elles.

- Alambic : Appareil destiné à la séparation de produits par chauffage puis refroidissement (distillation). L'appareil est composé d'une cuve dans laquelle on chauffe de l'eau sous des grilles où les matières à parfum sont disposées. Un col de cygne surmonte cette cuve et conduit la vapeur d'eau chargée des molécules parfumées vers un condenseur (réfrigérateur) où elle sera liquéfiée. L'eau et les huiles essentielles se séparent par différence de densité dans un récipient nommé vase florentin.

- Alcool : ou esprit du vin, c'est l’éthanol. Ce peut être aussi d'autres alcools, comme l'alcool isopropylique (issu du propane).  Utilisé en parfumerie comme solvant, support ou diluant pour parfum.

- Alcoolat : L’alcoolat est le résultat d’une macération de végétaux dans de l’alcool. L'opération d'extraction se fait dans un alambic à repasse.

- Aldéhyde : Un aldéhyde est un composé organique, faisant partie de la famille des composés carbonylés, dont l'un des atomes de carbone primaire de la chaîne carbonée porte un groupement carbonyle. Le premier parfum à avoir utilisé un aldéhyde est le No 5 de Chanel. Leur utilisation est à l'origine des parfums de la famille des « Aldéhydé ».

- Ambre gris : L'ambre gris est une sécrétion pathologique d'un cachalot très répandu : Physeter macrocephalus, due semble-t-il à l'irritation de l'estomac par les becs de calamars et certains crustacés. L'animal libère l'ambre spontanément. Fraîchement expulsé, l'ambre possède généralement une couleur noirâtre foncée, une consistance molle, une odeur nauséabonde. Sous l'action simultanée de l'eau de mer et de l'atmosphère, l'ambre prend une teinte de plus en plus claire, gris argent à jaune or, et il finit par devenir presque blanc. Son odeur s'affine, elle devient suave, très agréable, caractéristique. La bactérie Spirillum recti physeteris est présumée responsable de l'émission de cette agréable odeur d'ambre gris dans l'appareil digestif du cachalot. Les cachalots sont sujets à des coliques et quand ils se réchauffent tranquillement en surface, il est possible d'entendre d'énormes gargouillements provenant de leurs entrailles, ponctués par des rots monstrueux qui peuvent être entendus sur de grandes distances en mer.

- Ambré : Famille olfactive de parfums également appelés Oriental. La famille doit son nom au parfum l’Ambre Antique de François Coty, premier parfum oriental lancé en 1908.

- Anosmie : L’anosmie est un trouble de l'odorat qui se traduit par une perte ou une diminution forte de la sensibilité aux odeurs.

- Aromatique : Caractérise une odeur agréable provenant de certaines espèces végétales.

- Arôme : L’arôme est la sensation perçue par rétro-olfaction lorsque l'on mange. On parle aussi de fumet, de parfum, de bouquet (etc.), la notion d'arôme s'appliquant plus particulièrement aux produits alimentaires.

- Arrondir (une composition) : Expression imagée définissant la technique de travail d'un parfumeur-créateur pour donner à sa composition une plus grande harmonie et un meilleur équilibre de ses composants.

- Atténuer : Diminuer l’intensité olfactive d'une note, d’une base ou d’une composition.

## B
- Base : Élément olfactif élémentaire qui constitue une composition pré-composé facilitant au parfumeur-créateur la création d'un parfum.

- Baume : Exsudation de certains végétaux qui correspond au gommes, résines ou larmes.

- Benjoin : Le benjoin est le baume, ou la résine de diverses plantes du genre Styrax.

- Bergamote : La bergamote est un agrume. C'est le fruit du bergamotier, un arbre de la famille des Rutacées. Son huile essentielle est utilisée dans l'eau de Cologne et pour aromatiser le thé (Earl Grey).

- Bouquet : Odeur sans note caractéristique dominante.

- Boisé : Famille olfactive de parfums à dominante odorante de santal, de patchouli et de cèdre.

## C
- Capiteux : Se dit d'une odeur, d'une composition, d'un parfum qui produit une surexcitation des sens.

- Castoréum : Sécrétion grasse très odorante produite par des glandes sexuelles du castor situées en dessous de la queue.

- Cétone : Composé organique, faisant partie de la famille des composés carbonylés, dont l'un des carbones porte un groupement carbonyle.

- Chromatographie : Technique d'analyse qualitative et quantitative de la chimie analytique.

- Chypré : Famille olfactive de parfums née après la création du parfum Le Chypre de Coty en 1917 de François Coty.

- Civettone : Composé chimique odorant de la civette.

- Cire : Extrait végétal insoluble à l'alcool contenu dans les concrètes.

- Classification (des parfums) : Classement méthodique des familles de parfums en fonction de leur dominante olfactive.

- Cœur (note de) :  Représente le cœur du parfum qui apparaît après l'évaporation de la note de tête et demeurent pendant plusieurs heures.

- Composant : Tout élément constituant la formule d'un parfum.

- Compositeur : À l'origine, celui qui compose de la musique. Par extension, terme utilisé pour désigner celui qui crée des parfums.

- Composition : Ensemble de l'association des matières premières obtenu à l'issue du travail de création.

- Concentré : Désigne la composition de base à laquelle sera ensuite ajouté l'alcool pour la fabrication des extraits, des eaux, …

- Concrète : Produit pâteux (solide ou semi-solide) obtenu à partir d’une matière première végétale fraîche (jasmin, rose, mousse de chêne) par extraction au moyen d’un solvant volatils (non aqueux) avec élimination du solvant.

- Contretype (ou imitation) : Reproduction ou plagiat d'une composition de parfumerie.

- Cuiré :  Famille olfactive de parfums regroupant les parfums très masculins, sentant le miel, le tabac et le bouleau.

- Cuir de Russie :  Nom de parfums inspiré de l'odeur de cuir des bottes russes imperméabilisées au goudron de bouleau.

## D
- Décantation : C'est l'action de séparer deux produits liquides de polarités et densités différentes. Certains liquides sont polaires (par exemple l'eau) et d'autres apolaires (par exemple l'huile). Ces composés sont non miscibles (ils ne se mélangent pas) on obtient donc une phase pour chacun d'eux.

- Déclinaison : Adaptation d'un parfum en fonction de données techniques spécifiques visant à créer une ligne.

- Départ  (ou note de tête) : Première impression olfactive perçue d'un produit alcoolique parfumé.

- Déterpénation : Procédé permettant d'éliminer de certaines huiles essentielles des parties terpéniques.

- Déterpénée : Matière première aromatique ayant subi l'opération de déterpénation.

- Diffusion : Propagation d'une odeur dans l'atmosphère.

- Diluer : Diminuer la concentration d'un produit odorant.

- Dissonance : Rupture d'harmonie  ou discordance entre des notes parfumées.

- Dissoudre : Introduire dans un liquide des éléments solubles d'un produit solide ou semi-solide pour élaborer une solution.

- Distillation : Procédé de séparation de substances, mélangées sous forme liquide. Elle consiste à porter le mélange à ébullition et à recueillir une fraction légère appelée distillat, et une fraction lourde appelée résidu. On distingue, outre le procédé traditionnel d'entraînement à la vapeur d'eau ou hydrodistillation, la distillation fractionnée, la distillation moléculaire.

- Distillation azéotropique : Ensemble de techniques employées pour casser un azéotrope pour la distillation.

- Distillation fractionnée : Séparation des différents constituants d’un mélange de liquides miscibles, possédant des températures d’ébullition différentes (plus cette différence est grande, plus la distillation est facile).

- Distillation moléculaire: C'est une distillation fractionnée sous vide, avec solvant approprié, permettant d'isoler la partie intéressante d'une essence.

- Distiller : Entraîner à la vapeur d'eau pour recueillir les éléments odorants (huiles essentielles) contenus dans certaines matières premières naturelles.

- Dominante : C'est la note la plus perceptible au point de vue olfactif dans une composition ; exemple : une note florale à dominante jasmin.

- Doser : Déterminer, en cours de création, les plus justes proportions des différents constituants d'un mélange pour obtenir le meilleur accord olfactif.

## E
- Eau aromatique (hydrolat) : Distillat aqueux qui subsiste après l'entraînement à la vapeur d'eau, après décantation et séparation de l'huile essentielle (exemple : eau de rose : eau qui a servi à la distillation de la fleur de rose).

- Eau légère : Sur excipient aqueux, ne contiennent qu'environ 4 % de concentré.

- Eau de Cologne : Célèbre préparation alcoolique, créée en Cologne, par Jean Marie Farina, 1714. Elle doit son nom à la ville de Cologne où elle prit son essor. Le terme eau de Cologne désigne aussi une préparation dont le taux de concentration de parfum n'excède pas 7 %. La plupart des eaux de Cologne sont composées à partir d'hespéridés (agrumes).

- Eau de parfum : Beaucoup plus chères, atteignent un taux de concentration de 18 %.

- Eau de toilette : Contiennent environ 12 % de concentré.

- Effluve : Odeur qui se dégage spontanément d'une composition.

- Embaumer : Dégager une odeur balsamique.

- Enfleurage : Le principe repose sur le pouvoir d'absorption d'une huile essentielle par les corps gras. Cette technique permet de traiter des fleurs fragiles (comme les fleurs de jasmin) qui conservent leur odeur après la cueillette mais qui ne supportent pas la chaleur.

- Entraînement à la vapeur ou hydrodistillation : Est l'un des procédés d'extraction ou de séparation de certaines substances organiques les plus anciens, apporté par les Arabes au IXe siècle. Cette opération s'accomplit dans un alambic. La méthode est basée sur l'existence d'un azéotrope de température d'ébullition inférieure aux points d’ébullition des deux composés purs pris séparément.

- Essence : Synonyme d'huile essentielle.

- Ester : Famille chimique dérivée des acides carboxyliques. Résultat de l'association d'un acide carboxylique et d'un alcool.

- Évaporation : Passage progressif de l'état liquide à l'état gazeux.

- Extraction par solvant : Extraction réalisée à l'aide de solvants organiques volatils dans des appareils appelés extracteur de Soxhlet.

- Extraction au CO2 supercritique : Technique d'extraction reposant sur le CO2 supercritique comme solvant.

- Expression à froid : L’extraction se fait sans chauffage, les plantes sont mises en pressage à froid (notamment les hespéridés : citron, orange, ...) de l’écorce ou des fruits.

## F
- Famille olfactive : Les parfums sont traditionnellement classés en sept grandes familles olfactives, dont les noms peuvent varier selon les modes :

- Filtrer : Action physique qui consiste à retenir les particules insolubles en suspension dans un liquide à l'aide d'un filtre : papier, tissu, ...

- Fixateur : Terme impropre désignant des produits odorants naturels ou de synthèse à haut poids moléculaire destinés à augmenter la ténacité d'une composition et à prolonger dans le temps sa perception olfactive.

- Fond (Note de) : Représente la phase finale du parfum qui persiste après l'évaporation de la note de tête et de la note de cœur. Ce caractère persistant est dû aux éléments les moins volatils qui le composent.

- Fractionner : Séparer par distillation en différentes parties une huile essentielle ou un produit de synthèse.

- Fleur blanche : Fleurs généralement avec des pétales blancs, mais ne sont pas synonymes de senteurs légères.

- Fleur muette : Fleurs (ou végétaux) qui ne sont pas ou peu utilisées par l'industrie du parfum.

- Fleurer : Terme ancien - exhaler une odeur.

- Floral : Famille olfactive importante qui regroupe les parfums dont le thème principal est une fleur : jasmin, rose, violette, tubéreuse, narcisse, etc.

- Fougères : qui doit son nom à la « Fougère Royale » d’Houbigant. Dominante fantaisie qui désigne un accord généralement réalisé avec des notes lavandées, boisées, mousse de chêne, coumarine et bergamote.

- Fragrance : Par opposition à l'odeur qui peut être agréable ou désagréable, ce mot français d'origine latine traduit l'odeur plaisante d'un produit parfumé.

## G
- Gaïac : arbre au bois brun à verdâtre du  genre Guaiacum de la famille des Zygophyllacées. Le Gaïac, originaire de la cordillère des Andes, est aussi appelé « bois saint », « bois de vie » ou « Champaca ». L’huile essentielle obtenue par distillation de ses copeaux a une odeur boisée très fumée, qui rappelle le vétiver.

- Gamme : organisation thématique des odeurs par rapport à un concept olfactif de référence. Désigne aussi l’ensemble des matières premières dont dispose un parfumeur-créateur. Ce mot est parfois utilisé à tort pour désigner l’ensemble des produits parfumants dérivés d’une même note. Il s’agit alors d’une ligne.

- Girofle : ou « giroflier » (Syzygium aromaticum) est un arbre à feuilles persistantes ovales et coriaces cultivés à Madagascar, en Indonésie, et à Zanzibar. Les bourgeons des fleurs sont séchés, puis distillés pour donner l’essence de clou de girofle. L’essence, qui contient près de 85 % d’eugénol, à une odeur chaude, camphrée et médicinale qui rappelle inévitablement l’odeur « de chez le dentiste ». Elle est utilisée dans les accords orientaux, chyprés ou boisés épicés.

- Galbanum : aussi appelé « la férule gommeuse » (Ferula gummosa), est une plante herbacée vivace de la famille des Apiacées, originaire d’Asie centrale (Iran et Afghanistan) et occidentale. L’essence de galbanum est tirée de la racine qui contient une gomme. Son odeur verte, végétale, terreuse et résineuse est puissante. Elle est utilisée pour la reconstitution de notes florales, telles la jacinthe, le narcisse ou le gardenia, ainsi que dans accords chyprés.

- Glaçage : opération qui consiste à refroidir une solution alcoolique de façon à faciliter la précipitation des substances les moins solubles (cires végétales) pour obtenir après filtration un produit limpide.

- Guerlinade : base de parfumerie, comprenant des baumes d’iris et de vanille, créé en 1921 par Jacques Guerlain.

- Grasse : commune française située dans le département des Alpes-Maritimes et la région Provence-Alpes-Côte d’Azur. Grasse est reconnue comme la capitale mondiale du parfum et la capitale de la Provence orientale.

## H
- Head space : En chimie analytique des odeurs, le head space est une technique qui a été développée dans les années 1970 et qui vise à reconstituer les odeurs naturelles et agréables d'une fleur vivante, mais impossible à obtenir sous forme d'huiles essentielles grâce aux techniques d'extraction.

- Hémisynthèse : En chimie, une hémisynthèse est la synthèse d'une molécule réalisée à partir de composés naturels possédant déjà une partie de la molécule visée.

- Hespéridé : Famille olfactive de parfums. Les espéridés sont construits à base de zestes d'agrumes, et constituent en principe la dominante des eaux de Cologne.

- Huile aromatique.

- Huile essentielle : On appelle huile essentielle (ou parfois essence végétale) le liquide concentré et hydrophobe des composés aromatiques volatils d'une plante. Il est obtenu soit par distillation, soit par extraction aux solvants (eau, alcool, ...) ou bien  par expression. Contrairement à ce que suppose la dénomination, ces extraits ne sont pas forcément huileux.

- Hydrodistillation (ou entraînement à la vapeur d'eau) : c'est l'un des procédés d'extraction ou de séparation de certaines substances organiques les plus anciens, apporté par les Arabes au IXe siècle. Cette opération s'accomplit dans un alambic. La méthode est fondée sur l'existence d'un azéotrope de température d'ébullition inférieure aux points d’ébullition des deux composés purs pris séparément.

- Hydrolat (eau aromatique) : Distillat aqueux qui subsiste après l'entraînement à la vapeur d'eau, après décantation et séparation de l'huile essentielle.

- Hyperosmie : C'est une sensibilité accrue aux odeurs.

## I
- IFRA : International Fragrance Association. Organisme créé en 1973 éditant des recommandations d'emploi des Matières Premières aromatiques dans le but d'une meilleure protection de l'utilisateur.

- Imitation (ou contretype) : Tentative de reproduction olfactive d'une composition originale.

- I.N. : « Identique Nature ». Molécule obtenue par synthèse et identique à celle produite par la Nature. Voir aussi Molécule synthétique.

- Infusion : L'infusion est une méthode d'extraction des principes actifs d'une préparation végétale par dissolution dans un liquide initialement bouillant que l'on laisse refroidir.

- Ionone : Ces composés permettent de recréer une note violette.

- Iris : L'iris est une plante vivace à rhizomes de la famille des Iridacées. On extrait l'essence d'iris et son principal composant, l'irone à partir de son rhizome.

## J
- Jasmin : C'est un arbuste appartenant à la famille des Oléacées, surtout cultivé en Inde. Avec la rose c'est une des deux fleurs reines de la parfumerie. Les principaux pays producteurs de jasmin sont aujourd'hui l'Égypte et l’Inde. La parfumerie utilise principalement l’absolue de jasmin à l’odeur chaude, sucrée, fruitée et animale.

- Jus : Terme trivial utilisé en parfumerie pour désigner la solution alcoolique d'un concentré de parfum.

## L
- Lavande : Les lavandes sont des arbrisseaux dicotylédones de la famille des Lamiacées (ou labiées) et du genre Lavandula, à fleurs le plus souvent mauves ou violettes disposées en épis, dont la plupart des espèces, très odorantes, sont largement utilisées dans toutes les branches de la parfumerie. La lavande est cultivées dans le sud de la France et en Bulgarie. Les fleurs de lavande fraîche donne une huile essentielle à l’odeur fraîche, camphrée et boisée. Elle est utilisée dans les accords fougère et dans beaucoup de parfums masculins aromatiques.

- Ligne : Ensemble des produits dérivés d'une même fragrance, commercialisés sous la même appellation.

- Limonène : C'est un hydrocarbure terpénique présent dans de nombreuses huiles essentielles à partir desquelles il peut être obtenu par distillation. Il dégage une odeur brillante, fraîche et propre d'orange, caractéristique des agrumes.

## M
- Matière première : Une matière première est une matière extraite de la nature (ressource naturelle), ou produite par elle, utilisée dans la production de produits finis.

- Macération : C'est la technique qui consiste à laisser séjourner, à froid, de quelques jours à quelques mois, un concentré dans un solvant organique une substance pour en extraire les constituants solubles.

- Mémoire olfactive : Capacité du cerveau à conserver le souvenir d'odeurs perçues antérieurement (voir la Madeleine de Proust).

- Mouillette (ou touche à sentir) : C'est une bande papier sans colle destinée à être trempée dans une matière première ou une composition odorante et qui permet aux parfumeur-créateurs d'en apprécier la qualité et d'en suivre l'évolution par olfaction.

- Musc : Le musc est produit par la glande préputiale abdominale du chevrotain porte-musc mâle, également appelé porte-musc, animal de la famille des moschidés vivant dans les montagnes d'Asie.

## N
- Néroli : C'est l’huile essentielle obtenue à partir de la distillation des fleurs fraîches du bigaradier (Citrus aurantium). Ne pas confondre avec l'essence de fleur d'oranger obtenue à partir de fleurs d'oranger doux (Citrus sinensis).

- Nez : Le nez (du latin nasus) est la saillie médiane du visage située au-dessus de la lèvre supérieure et qui, en le surplombant, recouvre l'orifice des fosses nasales, qui constituent le segment supérieur des voies respiratoires et renferment l'organe de l'olfaction.

- Les Nez : C'est le surnom voulant désigner un parfumeur-créateur. Utiliser plutôt le dernier terme.

- Note : C'est la caractéristique de l'odeur d'une matière première ou d'une composition (exemple : note florale, note chyprée, note ambrée). Ces notes olfactives se différencient en notes de tête (celles qui sont liées à la première impression olfactive et sont les plus volatiles), notes de cœur (celles qui constituent le cœur du parfum et demeurent pendant plusieurs heures), et enfin notes de fond (celles qui persistent longtemps après que le parfum a été vaporisé et qui peuvent rester des mois sur un vêtement).

## O
- Odeur : Une odeur est une émanation transmise par l'air perçue par l'appareil olfactif. En parfumerie s'applique plus particulièrement aux matières premières ou notes simples par opposition à fragrance qui s'applique à l'odeur plus élaborée d'un produit fini.

- Odorat : L'un des cinq sens grâce auquel les odeurs deviennent perceptibles.

- Orgue à parfums : Meuble sur lequel sont rangées les différentes matières premières odorantes de la palette du parfumeur.

- Oléorésine : Une oléorésine est une sécrétion naturelle telle que les exsudats des conifères, des copaïers et des élémis, formée d'une essence et de la résine résultant de l'oxydation de cette essence.

- Olfaction : Fonction qui permet de percevoir les odeurs.

- Osmologie : Science des odeurs.

- Opopanax : Le genre Opopanax est un genre de plantes herbacées de la famille des Apiaceae poussant en Somalie. En parfumerie on utilise la résine issue de la tige, on obtient ce baume à l’odeur très forte. On en trouve dans Shalimar et Poison.

- Oriental : Famille olfactive de parfums désignant les parfums aux notes douces et chaudes. Parfums dominés par un mélange de vanille, de résines (opopanax), vanille, bois (santal), les notes balsamiques, ambrées, poudrées ou animales.

- Osmanthus : Le genre Osmanthus comprend des arbustes ou des petits arbres aux fleurs odorantes originaire de Chine et du Japon. Les fleurs donne par extraction une absolue à l’odeur abricotée, miellée et cuirée.

- Osmothèque : Collection d'odeurs, de parfums. Aussi le nom du Conservatoire international des parfums situé à Versailles.

- Oxydation : Réaction chimique d'un parfum par contact avec le dioxygène de l'air. Par extension, toute altération due à une exposition directe ou prolongée à l'air, à la chaleur, à la lumière solaire.

## P
- Patchouli : Le patchouli est une plante tropicale (Indonésie) de la famille des Lamiacées. L’essence  de patchouli est obtenue des feuilles et possède une odeur puissante et complexe, boisée, terreuse. Il est indispensable aux accords chyprés, et on le retrouve dans de nombreux parfums orientaux ou boisés.

- Palette : Ensemble de matières premières utilisées par le parfumeur-créateur.

- Papier d'Arménie : Papier parfumés à la résine de Styrax.

- Parfum : Création finalisée d'un parfumeur. Produit le plus concentré et généralement le plus riche d'une ligne définie.

- Parfumerie : Terme générique désignant tout ce qui se rattache au monde des parfums. Aussi la boutique où l'on vend des parfums.

- Parfumeur : Un parfumeur est la personne chargée de composer ou vendre des produits parfumants.

- Parfumeur-Créateur  (ou parfumeur compositeur) : Personne dont la fonction première est la création des parfums.

- Parosmie : Perturbation de la qualité sensitive de l'olfaction

- Pétale : C'est l'un des éléments foliacés colorés, dont l'ensemble compose la corolle d'une fleur.

- Petit grain bigarade : Huile essentielle provenant de la distillation des rameaux de l'oranger amer.

- Pommade florale : Corps gras parfumé obtenu à partir de fleurs, soit par « enfleurage à froid » (diffusion des composés odorants des fleurs dans le corps gras), soit par « enfleurage à chaud » (digestion ou immersion des fleurs dans le corps gras fondu).

- Poudré : Un parfum qui évoque l’odeur du talc ou de la poudre de riz. Des odeurs douces, cotonneuses et cosmétiques.

- Presbyosmie : diminution ou perte de l'odorat qui vient avec l'âge du fait du vieillissement.

- Précipité : Dépôt formé au fond d'un récipient par un produit insoluble dans un liquide.

## R
- Rectification : Purification d'huile essentielle sous vide et à basse température plus respectueux des matières fragiles.

- Résinoïde : Un résinoïde est un extrait d’une matière première sèche (végétale ou animale) obtenue par extraction au moyen d’un solvant non aqueux et après élimination du solvant.

- Résine (végétale) : La résine végétale est un produit naturel, sécrété par certains végétaux comme le Styrax benjoin.

- Rhizome : Le rhizome est la tige souterraine, généralement horizontale, de certaines plantes vivaces comme l'iris.

- RIFM : Le Research Institute Fragrance Materials est un groupement créé aux États-Unis en 1966 ayant pour but d'examiner les effets nocifs relatifs à l'utilisation de certaines matières premières. Les résultats sont publiés sous forme de monographies.

- Rose : La rose est la fleur des rosiers, arbustes du genre Rosa et de la famille des Rosaceae.

## S
- Santal : Le santal est le bois d'arbres appartenant au genre Santalum, de la famille des Santalacées. Poussant principalement en Inde, au Népal, en Australie et à Hawaï, ce bois est utilisé comme encens, en aromathérapie, et en parfumerie.

- Sillage : Impression olfactive perçue dans l'air après le passage d'une personne s'étant parfumée.

- Soliflore : Une seule note florale est recherchée dans la création d'un parfum.  On copie la nature, on essaye de reconstituer et de styliser : une rose, un jasmin, une violette, un lilas, un muguet. C'est le début de la parfumerie moderne.

- Solvant : Un solvant est une substance généralement liquide qui a la propriété de dissoudre et de diluer d'autres substances sans les modifier chimiquement et sans elle-même se modifier.

- Spectroscopie : Mesure d'analyse physique complémentaire de la chromatographie pour étude et contrôle des éléments utilisés en parfumerie.

- Synthèse chimique : Une synthèse chimique est une suite de réactions chimiques mises en œuvre pour l'obtention d'un ou de plusieurs produits finaux, parfois avec l'isolation de composés intermédiaires.

## T
- Teinture : Mot employé autrefois pour désigner une infusion. Solution obtenue par macération de parties solubles d'un corps solide avec un alcool (par exemple : teinture de benjoin, teinture d'ambre gris).

- Terpène : Les terpènes sont une classe d'hydrocarbures, produits par de nombreuses plantes, en particulier les conifères, et contenus dans certaines huiles essentielles.

- Tête (note de) (ou départ): Première impression olfactive perçue lors de l'utilisation d'un parfum due au caractère volatil de certaines matières premières qui le composent. Elles vont s'exprimer dès le départ de l’application, et disparaissent entre quelques minutes à 2 heures.

- Tonka : La fève tonka est originaire des Caraïbes et d'Amérique du Sud. Elle est contenue dans le fruit du teck brésilien (Dipteryx odorata).

- Touche à sentir : C'est une bande papier sans colle destinée à être trempée dans une matière première ou une composition odorante et qui permet aux parfumeur-créateurs d'en apprécier la qualité et d'en suivre l'évolution par olfaction.

- Tubéreuse : C'est une plante herbacée (Polianthes tuberosa) de la famille des Agavaceae originaire du Mexique. La tubéreuse est surtout utilisée pour la fleur coupée et pour la parfumerie.

## V
- Vanille : La vanille est une épice constituée par le fruit de certaines orchidées lianescentes tropicales originaires d'Amérique centrale de l'espèce Vanilla planifolia.

- Vétiver : Les vétivers sont des espèces graminées. La principale espèce, Chrysopogon zizanioides, pousse dans les zones tropicales (Java). Après distillation des racines, ce vétever fournit en parfumerie une essence appartenant à la famille olfactive des fougères, très utilisée comme note de fond dans les parfums masculins ou féminins.

- Virer : Un parfum a viré lorsque son odeur et sa couleur originelles se sont altérés à la suite d'actions physiques, ou chimiques (oxydation) dues à l'air, à la lumière, à la chaleur ou au vieillissement.

## Y
- Ylang-Ylang ou ilang-ilang (Cananga odorata) :  C'est un arbre de la famille des Annonacées, originaire d'Asie du Sud-Est. On le cultive pour ses fleurs dont on extrait par distillation une huile essentielle très utilisée en parfumerie.

Yuzu : citron asiatique

## Z
- Zeste : Partie externe, sapide et odorante, du péricarpe des fruits de la famille des hespéridés (ou agrumes). Partie d'où est tirée l'huile essentielle des citrus par expression.